# Eiaha Ohipa
Eiaha Ohipa est une peinture à l'huile sur toile réalisé par le peintre français Paul Gauguin en 1896 lors de sa seconde période tahitienne. 
Le tableau mesure 65 cm de hauteur et 75 cm de largeur et est exposé au musée des Beaux-Arts Pouchkine de Moscou dans la section art européen et américain des XIXe et XXe siècles. Le tableau est entouré d'autres peintures impressionnistes françaises de Monet et Cézanne, acquises dans les années 1930 à Paris par le collectionneur russe Sergueï Chtchoukine apportées en Russie à une époque où choquait une telle nudité.     

## Description
La peinture représente un homme et une femme tahitiens dans leur foyer, assis sur le sol à fumer du tabac. À leurs pieds, un chat dort en boule et renforce l'atmosphère paisible et décontractée du tableau intitulé "Eiaha Ohipa" en tahitien qui signifie en français "Ne pas travailler".
À l'arrière plan, le peintre a représenté un paysage vert et luxuriant ainsi que lui-même observant la scène de loin.  

### Commentaires
La peinture, célébrant la splendeur d'un environnement nouveau et exotique pour le peintre français, n'est cependant pas exacte d'un point de vue anthropologique, rassemblant plusieurs éléments sortis de leur contexte.[évasif]